# Дрингис
Дрингис (лит. Dringis) — озеро на востоке Литвы, расположенное на территории Аукштайтского национального парка.
Дрингис находится в Игналинском районе в 5 км к северо-западу от Игналины. Лежит на высоте 138,6 метров. Озеро имеет сложную неправильную форму. Протяжённость 4,4 км, максимальная ширина 3,9 км. Площадь озера 7,13 км². Средняя глубина 8,42 м, максимальная — 24 м. Протяжённость береговой линии около 29,52 км, с учётом побережья островов 33,34 км. Много заливов. На Дрингисе находятся семь островов (крупнейший — Наршюшкис площадью 1,82 га, наименьший, безымянный, имеет площадь 0,12 га). Берега озера заросли сосновым лесом. Дрингис относится к бассейну Жеймяны. На севере в озеро впадает река Швогина и ручей Юодупе, на востоке — Палаукинис. Вытекает Швогина из южной части озера. Он соединяет Дрингис с озером Дрингикштис. На северном берегу находится деревня Вайшнюнай (население 33 человека), на южном — Мейронис, на восточном — Сюряй. К северному берегу озера подходит дорога 1423 Аза — Вайшнюнай — Гинучяй — Кирдейкяй.